# Boulkiemdé
Boulkiemdé is een van de 45 provincies van Burkina Faso. De hoofdstad is Koudougou.

## Geografie
Boulkiemdé heeft een oppervlakte van 4.269 km² en ligt in de regio Centre-Ouest.
De provincie is onderverdeeld in 13 departementen: Bingo, Imasgo, Kindi, Kokologho, Koudougou, Nanoro, Pella, Poa, Ramongo, Sabou, Sigle, Sourgou en Thyou.

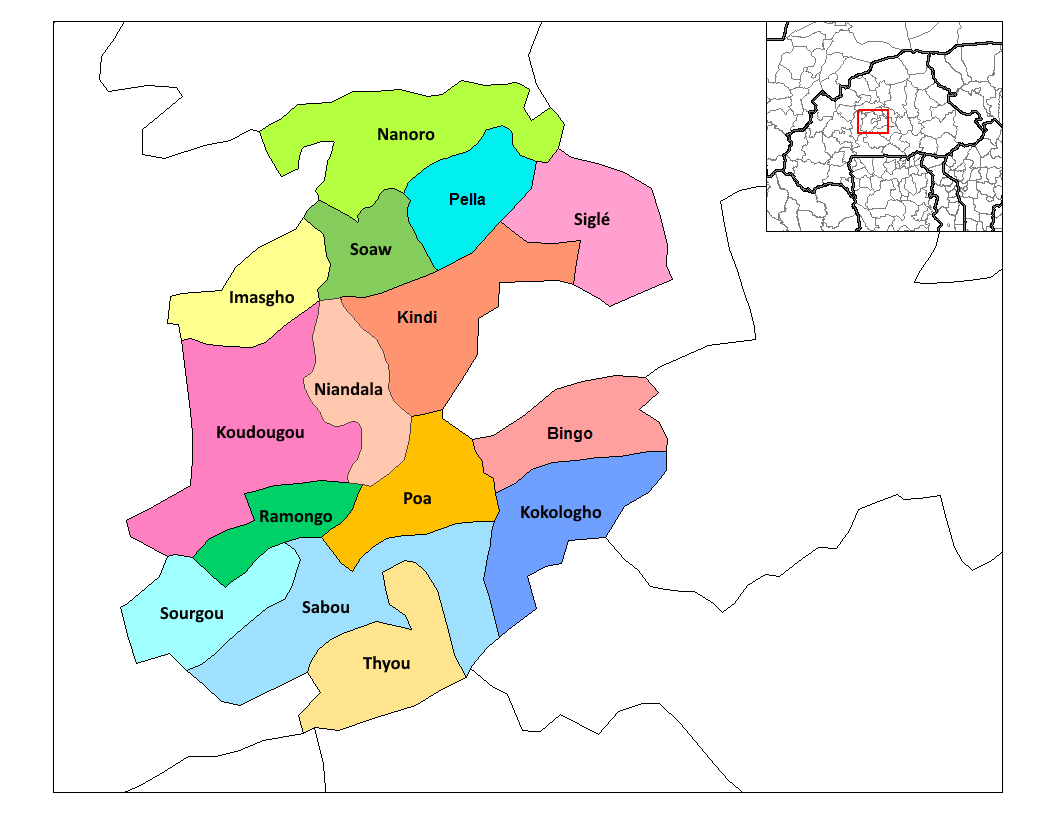
Departementen van Boulkiemdé

## Bevolking
In 1996 leefden er 421.083 mensen in de provincie. In 2019 waren dat er naar schatting 689.000.
Balé · Bam · Banwa · Bazéga · Bougouriba · Boulgou · Boulkiemdé · Comoé · Ganzourgou · Gnagna · Gourma · Houet · Ioba · Kadiogo · Kénédougou · Komondjari · Kompienga · Kossi · Koulpélogo · Kouritenga · Kourwéogo · Léraba · Loroum · Mouhoun · Nahouri · Namentenga · Nayala · Noumbiel · Oubritenga · Oudalan · Passoré · Poni · Sanguié · Sanmatenga · Séno · Sissili · Soum · Sourou · Tapoa · Tuy · Yagha · Yatenga · Ziro · Zondoma · Zoundwéogo